# Garcinia
Garcinia L. è un genere di piante della famiglia Clusiaceae con areale pantropicale.

## Tassonomia
Il genere comprende oltre 400 specie.

### Alcune specie

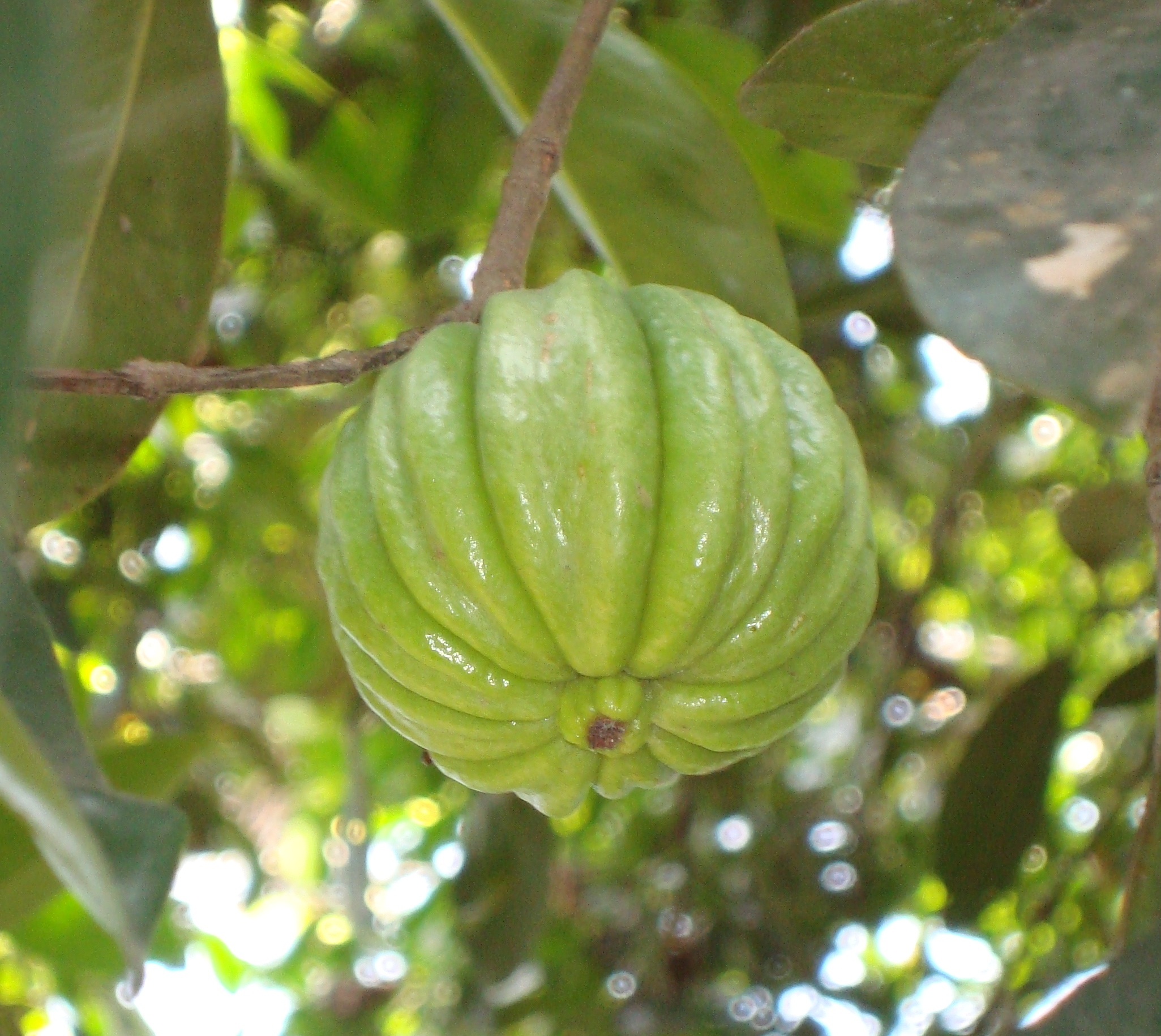
Garcinia gummi-gutta
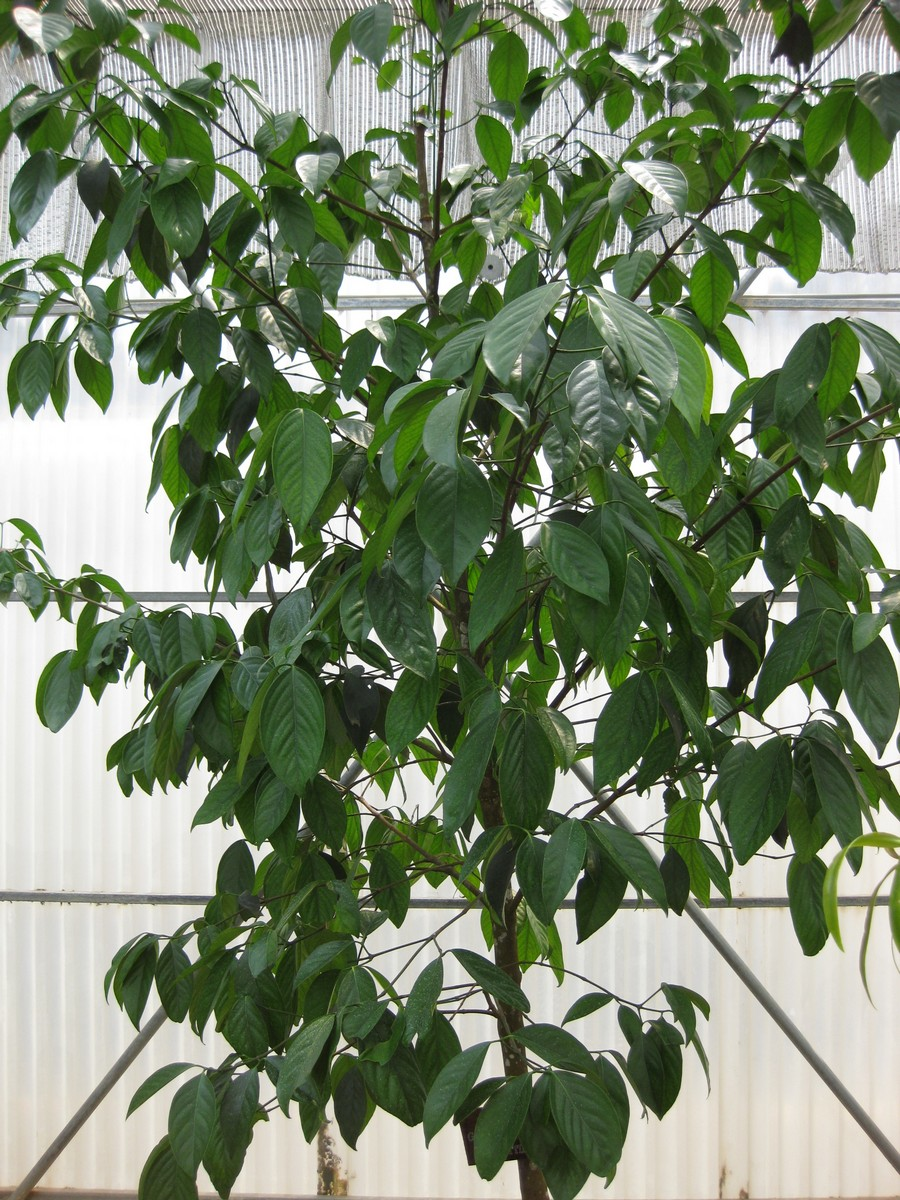
Garcinia hanburyi
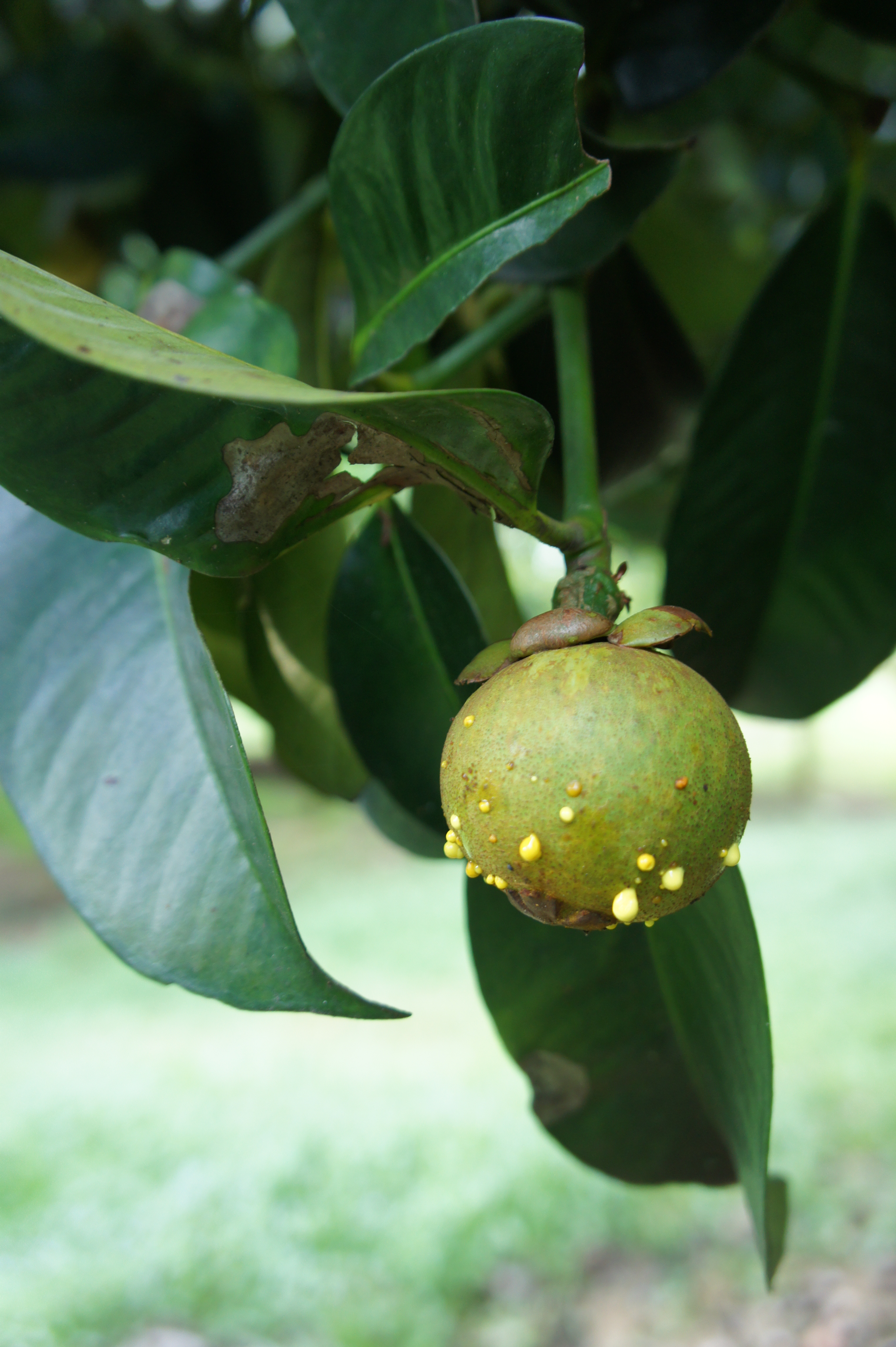
Garcinia mangostana